# Grand Prix Saúdské Arábie 2024
Grand Prix Saúdské Arábie 2024 (oficiálně Formula 1 STC Saudi Arabian Grand Prix 2024) se jela na okruhu Jeddah Corniche Circuit v Džiddě v Saúdské Arábii dne 9. března 2024. Závod byl druhým v pořadí v sezóně 2024 šampionátu Formule 1.

## Kvalifikace
Kvalifikace se uskutečnila 8. března 2024 ve 20:00 místního času (UTC+3).
| Poř.                        | Č. | Jezdec           | Konstruktér                  | Časy v kvalifikaci | Časy v kvalifikaci | Časy v kvalifikaci | Pořadí na startu |
| Poř.                        | Č. | Jezdec           | Konstruktér                  | Q1                 | Q2                 | Q3                 | Pořadí na startu |
| --------------------------- | -- | ---------------- | ---------------------------- | ------------------ | ------------------ | ------------------ | ---------------- |
| 1                           | 1  | Max Verstappen   | Red Bull Racing-Honda RBPT   | 1:28.171           | 1:28.033           | 1:27.472           | 1                |
| 2                           | 16 | Charles Leclerc  | Ferrari                      | 1:28.318           | 1:28.112           | 1:27.791           | 2                |
| 3                           | 11 | Sergio Pérez     | Red Bull Racing-Honda RBPT   | 1:28.638           | 1:28.467           | 1:27.807           | 3                |
| 4                           | 14 | Fernando Alonso  | Aston Martin Aramco-Mercedes | 1:28.706           | 1:28.122           | 1:27.846           | 4                |
| 5                           | 81 | Oscar Piastri    | McLaren-Mercedes             | 1:28.755           | 1:28.343           | 1:28.089           | 5                |
| 6                           | 4  | Lando Norris     | McLaren-Mercedes             | 1:28.805           | 1:28.479           | 1:28.132           | 6                |
| 7                           | 63 | George Russell   | Mercedes                     | 1:28.749           | 1:28.448           | 1:28.316           | 7                |
| 8                           | 44 | Lewis Hamilton   | Mercedes                     | 1:28.994           | 1:28.606           | 1:28.460           | 8                |
| 9                           | 22 | Júki Cunoda      | RB-Honda RBPT                | 1:28.988           | 1:28.564           | 1:28.547           | 9                |
| 10                          | 18 | Lance Stroll     | Aston Martin Aramco-Mercedes | 1:28.250           | 1:28.578           | 1:28.572           | 10               |
| 11                          | 38 | Oliver Bearman   | Ferrari                      | 1:28.984           | 1:28.642           |                    | 11               |
| 12                          | 23 | Alexander Albon  | Williams-Mercedes            | 1:29.107           | 1:28.980           |                    | 12               |
| 13                          | 20 | Kevin Magnussen  | Haas-Ferrari                 | 1:29.069           | 1:29.020           |                    | 13               |
| 14                          | 3  | Daniel Ricciardo | RB-Honda RBPT                | 1:29.065           | 1:29.025           |                    | 14               |
| 15                          | 27 | Nico Hülkenberg  | Haas-Ferrari                 | 1:29.055           | Bez času           |                    | 15               |
| 16                          | 77 | Valtteri Bottas  | Kick Sauber-Ferrari          | 1:29.179           |                    |                    | 16               |
| 17                          | 31 | Esteban Ocon     | Alpine-Renault               | 1:29.475           |                    |                    | 17               |
| 18                          | 10 | Pierre Gasly     | Alpine-Renault               | 1:29.479           |                    |                    | 18               |
| 19                          | 2  | Logan Sargeant   | Williams-Mercedes            | 1:29.526           |                    |                    | 19               |
| 107 % času vítěze: 1:34.342 |    |                  |                              |                    |                    |                    |                  |
| —                           | 24 | Čou Kuan-jü      | Kick Sauber-Ferrari          | Bez času           |                    |                    | 20               |
| Zdroj:                      |    |                  |                              |                    |                    |                    |                  |

Poznámky
1. ↑  Čou Kuan-jü nestanovil žádný čas. Do závodu mohl nastoupit díky udělené výjimce.

## Závod
Závod se uskutečnil 9. března 2024 ve 20:00 místního času (UTC+3).
| Poř.                                                               | No. | Jezdec           | Konstruktér                  | Počet kol | Čas/Odstoupení | Start | Body |
| ------------------------------------------------------------------ | --- | ---------------- | ---------------------------- | --------- | -------------- | ----- | ---- |
| 1                                                                  | 1   | Max Verstappen   | Red Bull Racing-Honda RBPT   | 50        | 1:20:43.273    | 1     | 25   |
| 2                                                                  | 11  | Sergio Pérez     | Red Bull Racing-Honda RBPT   | 50        | +13.643        | 3     | 18   |
| 3                                                                  | 16  | Charles Leclerc  | Ferrari                      | 50        | +18.639        | 2     | 16   |
| 4                                                                  | 81  | Oscar Piastri    | McLaren-Mercedes             | 50        | +32.007        | 5     | 12   |
| 5                                                                  | 14  | Fernando Alonso  | Aston Martin Aramco-Mercedes | 50        | +35.759        | 4     | 10   |
| 6                                                                  | 63  | George Russell   | Mercedes                     | 50        | +39.936        | 7     | 8    |
| 7                                                                  | 38  | Oliver Bearman   | Ferrari                      | 50        | +42.679        | 11    | 6    |
| 8                                                                  | 4   | Lando Norris     | McLaren-Mercedes             | 50        | +45.708        | 6     | 4    |
| 9                                                                  | 44  | Lewis Hamilton   | Mercedes                     | 50        | +47.391        | 8     | 2    |
| 10                                                                 | 27  | Nico Hülkenberg  | Haas-Ferrari                 | 50        | +1:16.996      | 15    | 1    |
| 11                                                                 | 23  | Alexander Albon  | Williams-Mercedes            | 50        | +1:28.354      | 12    |      |
| 12                                                                 | 20  | Kevin Magnussen  | Haas-Ferrari                 | 50        | +1:45.737      | 13    |      |
| 13                                                                 | 31  | Esteban Ocon     | Alpine-Renault               | 49        | +1 kolo        | 17    |      |
| 14                                                                 | 2   | Logan Sargeant   | Williams-Mercedes            | 49        | +1 kolo        | 19    |      |
| 15                                                                 | 22  | Júki Cunoda      | RB-Honda RBPT                | 49        | +1 kolo        | 9     |      |
| 16                                                                 | 3   | Daniel Ricciardo | RB-Honda RBPT                | 49        | +1 kolo        | 14    |      |
| 17                                                                 | 77  | Valtteri Bottas  | Kick Sauber-Ferrari          | 49        | +1 kolo        | 16    |      |
| 18                                                                 | 24  | Čou Kuan-jü      | Kick Sauber-Ferrari          | 49        | +1 kolo        | 20    |      |
| Ret                                                                | 18  | Lance Stroll     | Aston Martin Aramco-Mercedes | 5         | Nehoda         | 10    |      |
| Ret                                                                | 10  | Pierre Gasly     | Alpine-Renault               | 1         | Převodovka     | 18    |      |
| Nejrychlejší kolo: Charles Leclerc (Ferrari) – 1:31.632 (50. kolo) |     |                  |                              |           |                |       |      |
| Zdroj:                                                             |     |                  |                              |           |                |       |      |

Poznámky
1. ↑  Sergio Pérez obdržel penalizaci 5 sekund za nebezpečné vypuštění z boxů. Jeho konečná pozice tím nebyla ovlivněna.
2. ↑  Včetně bodu za nejrychlejší kolo.
3. ↑  Kevin Magnussen skončil 11., ale obdržel penalizaci 20 sekund za nehodu s Alexanderem Albonem a za opuštění trati a získání výhody.
4. ↑  Júki Cunoda skončil 14., ale po závodě obdržel penalizaci nebezpečné vypuštění z boxů.

## Průběžné pořadí po závodě
|        | Pořadí | Jezdec          | Body |
| ------ | ------ | --------------- | ---- |
|        | 1      | Max Verstappen  | 51   |
|        | 2      | Sergio Pérez    | 36   |
| 1      | 3      | Charles Leclerc | 28   |
| 1      | 4      | George Russell  | 18   |
| 3      | 5      | Oscar Piastri   | 16   |
| Zdroj: |        |                 |      |

|        | Pořadí | Konstruktér                  | Body |
| ------ | ------ | ---------------------------- | ---- |
|        | 1      | Red Bull Racing-Honda RBPT   | 87   |
|        | 2      | Ferrari                      | 49   |
| 1      | 3      | McLaren-Mercedes             | 28   |
| 1      | 4      | Mercedes                     | 26   |
|        | 5      | Aston Martin Aramco-Mercedes | 13   |
| Zdroj: |        |                              |      |